# Morozivka, Oleksandria
Morozivka (în ucraineană Морозівка) este un sat în comuna Bandurivka din raionul Oleksandria, regiunea Kirovohrad, Ucraina.

## Demografie
Componența lingvistică a localității Morozivka
     Ucraineană (98,53%)
     Alte limbi (1,11%)
Conform recensământului din 2001, majoritatea populației localității Morozivka era vorbitoare de ucraineană (98,53%), existând în minoritate și vorbitori de alte limbi.